# Vietnam op de Olympische Zomerspelen 2000
Vietnam nam deel aan de Olympische Zomerspelen 2000 in Sydney, Australië. Taekwondoka Trần Hiếu Ngân schreef geschiedenis door voor haar land de eerste olympische medaille ooit te winnen.

## Medailleoverzicht
| Sport     | Olympiër       | Onderdeel  | Medaille |
| --------- | -------------- | ---------- | -------- |
| Taekwondo | Trần Hiếu Ngân | -57 kg (v) | Zilver   |

## Deelnemers & Resultaten
(m) = mannen, (v) = vrouwen 
| Sport       | Olympiër (deelname) | Onderdeel        | Resultaat | Prestatie        |
| ----------- | ------------------- | ---------------- | --------- | ---------------- |
| Atletiek    | Luong Tich Thien    | 100 m (m)        | series    | 1R serie: 10,85  |
| Atletiek    | Vu Bich Huong       | 100 m horden (v) | series    | 1R serie: 13,61  |
| Schietsport | Nguyen Trung Hieu   |                  |           |                  |
| Zwemmen     | Nguyen Ngoc Anh     | 200 m schoolslag | series    | serie 1: 2.29,54 |
| Zwemmen     | Nguyen Thi Huong    | 400 m wisselslag | series    | serie: 5.26,56   |
| Taekwondo   | Mai Nguyen thi Xuan |                  |           |                  |
| Taekwondo   | Trần Hiếu Ngân      | -57 kg (v)       | Zilver    |                  |

Albanië · Algerije · Amerikaanse Maagdeneilanden · Amerikaans-Samoa · Andorra · Angola · Antigua en Barbuda · Argentinië · Armenië · Aruba · Australië · Azerbeidzjan · Bahama's · Bahrein · Bangladesh · Barbados · België · Belize · Benin · Bermuda · Bhutan · Bolivia · Bosnië en Herzegovina · Botswana · Brazilië · Britse Maagdeneilanden · Brunei · Bulgarije · Burkina Faso · Burundi · Cambodja · Canada · Centraal-Afrikaanse Republiek · Chili · China · Chinees Taipei · Colombia · Comoren · Congo-Brazzaville · Congo-Kinshasa · Cookeilanden · Costa Rica · Cuba · Cyprus · Denemarken · Djibouti · Dominica · Dominicaanse Republiek · Duitsland · Ecuador · Egypte · El Salvador · Equatoriaal-Guinea · Eritrea · Estland · Ethiopië · Fiji · Filipijnen · Finland · Frankrijk · Gabon · Gambia · Georgië · Ghana · Grenada · Griekenland · Groot-Brittannië · Guam · Guatemala · Guinee · Guinee‑Bissau · Guyana · Haïti · Honduras · Hongarije · Hongkong · Ierland · IJsland · India · Indonesië · Irak · Iran · Israël · Italië · Ivoorkust · Jamaica · Japan · Jemen · Joegoslavië · Jordanië · Kaaimaneilanden · Kaapverdië · Kameroen · Kazachstan · Kenia · Kirgizië · Koeweit · Kroatië · Laos · Lesotho · Letland · Libanon · Liberia · Libië · Liechtenstein · Litouwen · Luxemburg · Macedonië · Madagaskar · Malawi · Malediven · Maleisië · Mali · Malta · Marokko · Mauritanië · Mauritius · Mexico · Micronesië · Moldavië · Monaco · Mongolië · Mozambique · Myanmar · Namibië · Nauru · Nederland · Nederlandse Antillen · Nepal · Nicaragua · Nieuw-Zeeland · Niger · Nigeria · Noord-Korea · Noorwegen · Oeganda · Oekraïne · Oezbekistan · Oman · Oostenrijk · Pakistan · Palau · Palestina · Panama · Papoea-Nieuw-Guinea · Paraguay · Peru · Polen · Portugal · Puerto Rico · Qatar · Roemenië · Rusland · Rwanda · Saint Kitts en Nevis · Saint Lucia · Saint Vincent en Grenadines · Salomonseilanden · Samoa · San Marino ·  Sao Tomé en Principe · Saoedi-Arabië · Senegal · Seychellen · Sierra Leone · Singapore · Slovenië · Slowakije · Soedan · Somalië · Spanje · Sri Lanka · Suriname · Swaziland · Syrië · Tadzjikistan · Tanzania · Thailand · Togo · Tonga · Trinidad en Tobago · Tsjaad · Tsjechië · Tunesië · Turkije · Turkmenistan · Uruguay · Vanuatu · Venezuela · Verenigde Arabische Emiraten · Verenigde Staten · Vietnam · Wit-Rusland · Zambia · Zimbabwe · Zuid-Afrika · Zuid-Korea · Zweden · Zwitserland · Individuele olympische atleten